# Васильченко Гнат Михайлович
Гнат Михайлович Васильченко (30 січня 1872, Ізюм, Харківська губернія — 1920, район Одеси) — військовий діяч РІА та Гетьманату, найвищі звання відповідно генерал-майор та генерал-хорунжий, учасник білого руху.

## Життєпис
Народився в Ізюмі. Закінчив Ізюмське реальне училище, Олексіївське військове училище в м.Москва (1895), Миколаївську академію Генерального штабу (1906). Служив у 32-й гарматній бригаді в м.Рівне, Кавказькому військовому окрузі.
Учасник Першої світової війни, з 15.6.1915 р. — полковник, з листопада 1917 — генерал-майор, командувач російського 5-го Кавказького корпусу. У березні 1918 р. вивів частину своїх військ зі східної Туреччини на південь України. У 1918 році — на службі в Армії Української Держави, командир 8-го Катеринославського корпусу. Під час Протигетьманського повстання зі своїми частинами вирушив до Криму на з'єднання з білогвардійськими військами (так званий «Катеринославський похід»). У 1919 році — у білогвардійських військах Збройних Сил Півдня Росії. Навесні 1919 року — командир бригади в Кримському корпусі. У другій половині 1919 року — командир зведеного полку, бригади 34-ї дивізії у складі 4-ї піхотної дивізії. Восени 1919 року брав участь у боях з армією УНР, махновськими повстанськими формуваннями. 
Загинув у бою з більшовиками, на початку 1920 року в районі Одеси.